# Kaiser Kalambo
Kaiser Kalambo   (Luanshya, 6 de juny de 1953 - Lusaka, 18 de març de 2014) és un exfutbolista zambià de la dècada de 1970.
Fou internacional amb la selecció de futbol de Zàmbia.
Pel que fa a clubs, destacà a Ndola United (1973–1983) i Ndola Lime FC (1984–1986).
Equips entrenats:
- 1984–1986: Ndola Lime F.C.
- 1987: Vitafoam United F.C.
- 1989–1991: Township Rollers
- 1992–1996: Blue Diamonds F.C.
- 1996–1998: BMC
- 1999–2009: Blue Diamonds F.C.
- 2009–2010: Konkola Blades F.C.
- 2011: National Assembly F.C